# Wilhelm Clemm
Wilhelm Ludwig August Theodor Clemm (* 28. Dezember 1843 in Gießen; † 21. September 1883 ebenda) war ein deutscher klassischer Philologe, der hauptsächlich in Gießen lehrte.

## Leben
Wilhelm Clemm, der Bruder der Unternehmer Carl Clemm (1836–1899) und August von Clemm (1837–1910), litt seit frühester Kindheit an einem Knochenleiden, das ihm normalen Schulbesuch unmöglich machte. Von 1854 bis 1856 war er in einer pädagogischen Anstalt in Cannstatt untergebracht, wo er Gehfähigkeit erwarb, so dass er Ostern 1856 das Gießener Gymnasium beziehen konnte. Seine Reifeprüfung bestand er 1862 mit Auszeichnung. Ab dem 9. Mai studierte er an der  Hessischen Ludwigs-Universität (Ludwig Lange). 1862 wurde er im  Corps Hassia Gießen aktiv. Als Inaktiver wechselte er 1864 an die Universität Leipzig (Georg Curtius) und 1865 an die Rheinische Friedrich-Wilhelms-Universität Bonn (Friedrich Ritschl, Otto Jahn und Arnold Dietrich Schaefer) Klassische Philologie und Archäologie. Als Ritschl im Zuge des Bonner Philologenstreits die Universität verließ und nach Leipzig ging, folgte ihm Clemm und wurde von ihm, Curtius und Johannes Overbeck im letzten Jahr seines Studiums entscheidend geprägt. Sein Examen erwarb er im Wintersemester 1866/1867 in Gießen; im Mai 1867 bewarb er sich in Leipzig für die Promotion und Habilitation; mit seiner Schrift De compositis Graecis, quae a verbis incipiunt wurde er im Juli mit dem Prädikat summa cum laude promoviert. Seine Habilitation erreichte er erst im Mai des folgenden Jahres, da ihn sein körperliches Leiden zu längerer Kur und Erholung zwang.
Im Wintersemester 1868/1869 begann Clemm seine Lehrtätigkeit an der Gießener Universität. 1871 wurde er zum außerordentlichen Professor ernannt, 1874 (nach dem Weggang Eduard Lübberts) zum ordentlichen Professor und Mitdirektor des philologischen Seminars. Im Frühjahr 1883 erhielt er einen Ruf an die Karl-Ferdinands-Universität in Prag, den er jedoch ausschlug. Nachdem sich sein Gesundheitszustand zu dieser Zeit zusehends verschlechtert hatte, setzte ein akuter Ausbruch der Brightschen Krankheit (eine Form der Nephritis) seinem Leben kurz vor Beginn des Wintersemesters 1883/1884 ein Ende.
Clemm beschäftigte sich insbesondere mit griechischer und lateinischer Grammatik und Etymologie, betonte dabei aber den philologischen Schwerpunkt seiner Arbeit im Gegensatz zur Sprachwissenschaft, die sich allmählich entwickelte. Seine Gießener Antrittsvorlesung (1872) trug den Titel „Ueber Aufgabe und Stellung der classischen Philologie, insbesondere ihr Verhältniss zur vergleichenden Sprachwissenschaft“. Auch auf epigraphischem und literaturwissenschaftlichem Gebiet veröffentlichte er einige Aufsätze, besonders zu Alkman, Hesiod, Euripides und Plautus.

## Schriften (Auswahl)
- De compositis Graecis, quae a verbis incipiunt. Gießen 1867 (Dissertation)
- Ueber Aufgabe und Stellung der classischen Philologie, insbesondere ihr Verhältniss zur vergleichenden Sprachwissenschaft. Gießen 1872
- Die neuesten Forschungen auf dem Gebiet der griechischen Composita. In: Studien zur griechischen und lateinischen Grammatik. Band 7, Leipzig 1875, S. 1–99
- De fragmento quodam Alcmanico commentatio. Gießen 1876
- Miscellanea critica. Gießen 1879